# Pataria

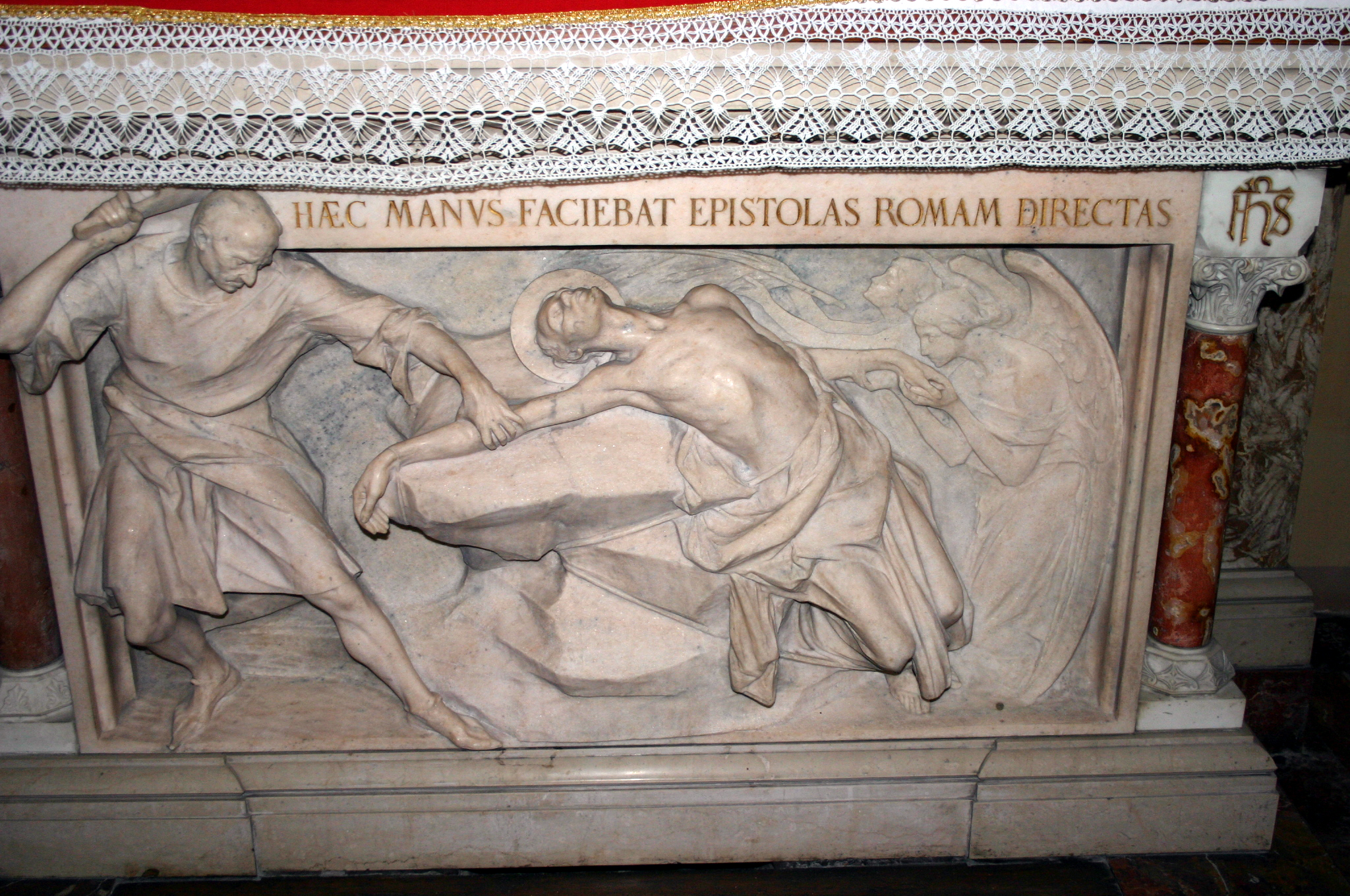
L’assassinat d’Ariald de Carimate s’inscrit dans les troubles civils provoqués par la pataria.

La pataria est le mouvement des patarini ou patari qui fut un mouvement de réaction du clergé de base milanaise contre l'enrichissement et la pratique de la simonie du haut clergé au XIe siècle. Le mouvement était aussi dirigé contre le concubinage des prêtres (nicolaïsme).

## Histoire du mouvement
En 1045, après la nomination comme archevêque de Guy de Velate, successeur d’Aribert d'Intimiano, le contraste entre le bas clergé et le peuple et le haut clergé à Milan provoque l'indignation. L'archevêque, souverain absolu de la ville, lutte toute sa vie pour préserver son indépendance à l'égard du Saint-Empire romain germanique ; mais la bourgeoisie naissante commence à prendre conscience d'elle-même et de son importance. On sent un besoin de moralisation dans le clergé et d'une meilleure répartition des richesses entre les classes sociales.
Le clergé milanais demande à l'empereur romain germanique Henri le Noir, qui contrôle les nominations des évêques sur tout le territoire de l'empire, de choisir entre quatre candidats « droits et honnêtes » : Anselmo da Baggio, Landolfo Cotta, Attone et Ariald de Carimate. L'empereur passe outre et désigne Guido da Velate, connu pour s'être adonné au nicolaïsme.
Le mouvement de la pataria se développe pour contester ce choix. Les initiateurs historiques du mouvement sont à divers titre, les quatre candidats au titre d'évêque. Ils incitent la population à refuser les sacrements des prêtres corrompus et nicolaïtes. Pour contrer le mouvement, l'empereur nomme l'un des quatre candidats évincés, Anselmo da Baggio, comme évêque de Lucques.
Après la fin du règne du pape Benoît IX, la papauté soutient les réformes. Déjà le pape Léon IX avait condamné concubinage et simonie des prêtres. Fort de ces décrets, Landolfo Cotta cherche à aller à Rome pour exposer les problèmes milanais au pape Étienne IX, mais les sicaires de l'archevêque l'interceptent et l'attaquent près de Plaisance. Finalement sauvé, il meurt en 1061 des conséquences d'un autre attentat.
En 1060, le pape Nicolas II envoie une délégation sous la direction d'Anselmo da Baggio qui ramène le calme à Milan.

## Après la mort de Landolfo Cotta

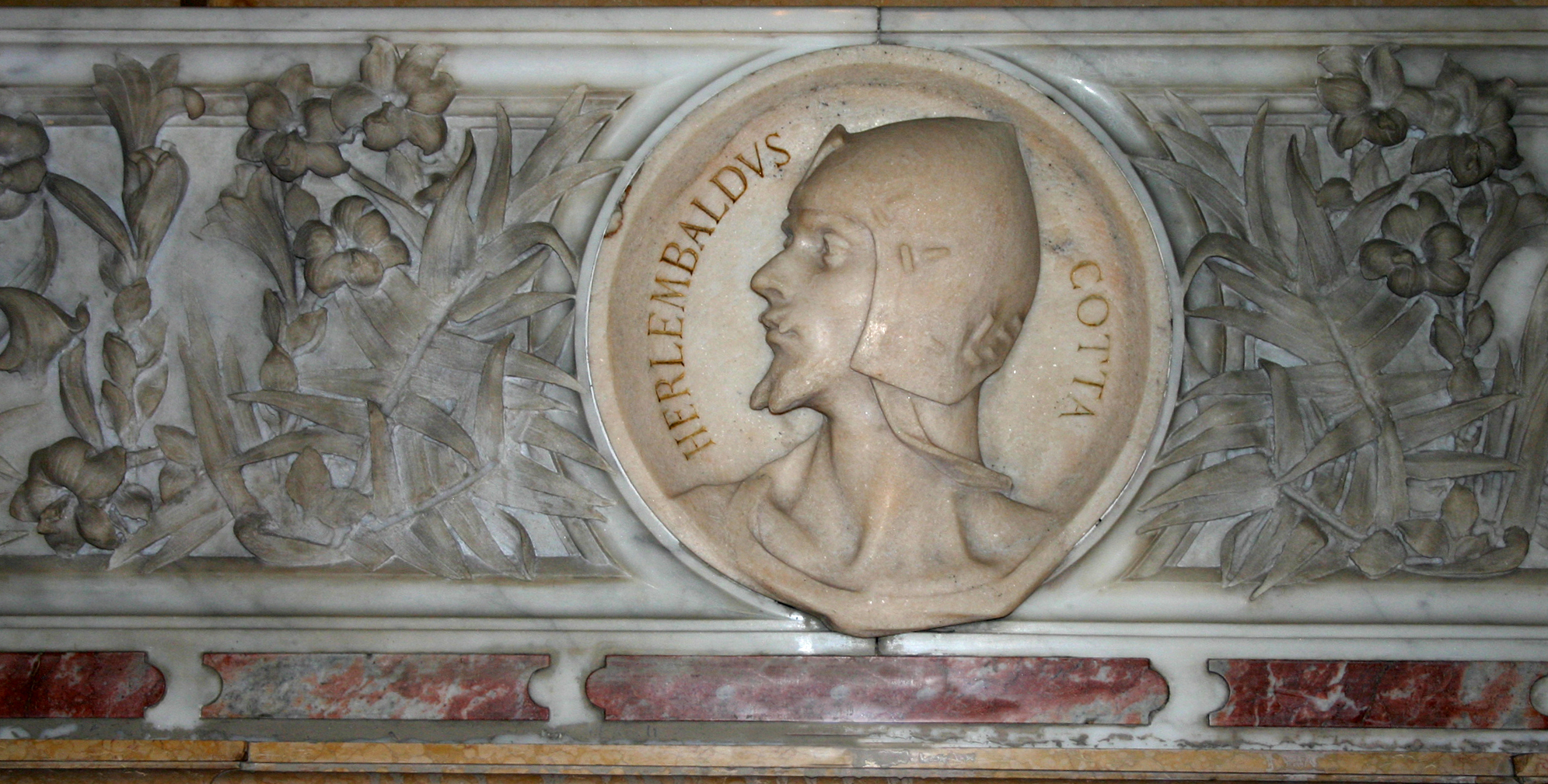
Saint Erlembaldo Cotta. Bas relief du XIXe siècle dans la basilique San Calimero à Milan.

Après la mort de Landolfo Cotta, son frère Erlembaldo Cotta est nommé chef militaire des patarini. La même année, Anselmo da Baggio est nommé pape sous le nom d'Alexandre II. Tout se passe bien jusqu'en 1066, lorsque le pape veut imposer l'autorité de l'Église par deux bulles faisant appel au clergé de Milan et excommuniant Guido da Velate. Or, celui-ci se rebelle. Le 4 juillet 1066, des heurts très violents font des blessés dont Erlembaldo Cotta, Arialdo da Carimate et Guido da Velate. Le pape proclame l'Interdit sur la ville de Milan tant qu'Arialdo da Carimate n'en sera pas sorti sauf. Celui-ci, pour ne pas augmenter les souffrances des Milanais, essaie de s'échapper, mais tombe dans un piège et est capturé par des hommes de l’archevêque Guido. Il est emmené dans le château d'Arona où il est torturé à mort, son cadavre est jeté dans le lac Majeur. D'après la légende, son cadavre a été retrouvé intact un an plus tard et le pape Alexandre II l'a proclamé saint.
La bataille des patarini se poursuit jusqu'en 1071 lors de la mort de Guido da Velate. Ses partisans élisent Goffredo da Castiglione pour lui succéder, mais Erlembaldo Cotta propose la candidature d'Attone. Cette candidature est aussitôt reconnue par le nouveau pape Grégoire VII qui en même temps excommunie Goffredo da Castiglione. Erlembaldo Cotta meurt au cours des troubles qui ont suivi ces décisions et cela marque le déclin du mouvement.
En 1089, le pape Urbain II, celui qui va lancer la croisade en orient, décrète que les sacrements délivrés par des prêtres simoniaques ou corrompus sont valides, ce qui est l'opposé des thèses des patarini. Après ces évènements le mouvement s'est de plus en plus écarté de l'Église catholique pour glisser vers les thèses des cathares. En 1185, les patarini seront persécutés comme secte hérétique par le pape Lucius III.